# Elisha Obed
Elisha Obed (* 21. Februar 1952 als Everett Osvald Ferguson in Nassau; † 28. Juni 2018) war ein bahamaischer Boxer. Er war WBC-Weltmeister der Berufsboxer im Halbmittelgewicht.

## Werdegang
Obed begann im Alter von zwölf Jahren in Nassau auf den Bahamas mit dem Boxen. Als Jugendlicher bestritt er 46 Amateurkämpfe, die er alle gewann. Mit 15 Jahren bestritt er am 15. September 1967 in Nassau seinen ersten Profikampf, den er über seinen Landsmann Taylor Ventura durch K. o. in der 1. Runde gewann. Bis 1973 bestritt er 36 Kämpfe, von denen er 34 gewann. Ein Kampf ging unentschieden aus, es war die Revanche gegen Taylor Ventura, und einen Kampf verlor er am 11. Dezember 1967 gegen den 26 Jahre älteren Kid Carew, der für den damaligen Anfänger zu routiniert war. Am 8. April wurde Obed in der 6. Runde durch einen technischen K.-o.-Sieg über Sugar Cliff Meister der Bahamas im Weltergewicht.
Am 19. Oktober 1973 bestritt er in Boca Raton in Florida seinen ersten Kampf auf US-amerikanischen Boden. Er besiegte dabei Jose Melendez aus Puerto Rico durch K. o. in der 8. Runde. Am 12. November 1973 besiegte er in Miami Beach den floridianischen Meister Dennis Riggs durch K. o. in der 4. Runde und wurde dadurch einem breiteren US-amerikanischen Publikum bekannt. In den nächsten Jahren kämpfte er abwechselnd in Florida und auf den Bahamas. Er blieb bei fast allen diesen Kämpfen siegreich und boxte sich in der Weltrangliste im Halbmittelgewicht Zug um Zug nach oben. Am 21. Januar 1975 gewann er in Miami Beach die Nordamerikanische Meisterschaft durch einen technischen K.-o.-Sieg in der 11. Runde über den Kanadier Fernand Marcotte.
Am 13. November 1975 erhielt Obed die Chance, in Paris gegen den Brasilianer Miguel de Oliveira um den Weltmeistertitel des WBC im Halbmittelgewicht zu boxen. Er nutzte diese Chance und wurde durch einen technischen K.-o.-Sieg in der 11. Runde neuer Weltmeister. Diesen Titel verteidigte er am 28. Februar 1976 in Nassau gegen den US-Amerikaner Tony Gardner und am 24. April 1976 in Abidjan gegen Sea Robinson von der Elfenbeinküste. Am 18. Juni 1976 boxte er in der Deutschlandhalle in Berlin gegen den Deutschen Eckhard Dagge erneut um den WM-Titel. Bis zur 9. Runde lag er dabei in Führung und hatte Dagge mehrmals am Rande eines Niederschlages. In der 10. Runde wurde er von Dagge zweimal hart getroffen und zu Boden geschickt und noch in der gleichen Runde vom Ringrichter wegen Verteidigungsunfähigkeit auf dem Ring genommen. Er verlor dadurch seinen WM-Titel an Dagge.
Am 11. März 1978 erhielt Obed noch einmal eine Chance, um den WBC-WM-Titel im Halbmittelgewicht zu boxen. Er traf in Melbourne auf den in Italien geborenen Australier Rocky Mattioli und unterlag diesem durch K. o. in der 7. Runde. Nach dieser Niederlage boxte Obed bis 1988 meist auf den Bahamas oder in Florida. Er gewann viele dieser Kämpfe, musste aber, vor allem gegen Ende seiner Laufbahn, auch einige Niederlagen einstecken. Am 2. September 1978 unterlag er in Berlin dem Jugoslawen Marijan Beneš nach 10 Runden nach Punkten, und am 31. Oktober 1978 verlor er in München gegen Georg Steinherr mit dem gleichen Ergebnis. Am Ende seiner Laufbahn hatte er 114 Kämpfe bestritten, von denen er 88 gewann.